# 1965 год в кино

## Фильмы

### Мировое кино
- «Альфавиль»/Alphaville, une étrange aventure de Lemmy Caution, Франция-Италия (реж. Жан-Люк Годар)
- «Без надежды»/Szegénylegények, Венгрия (реж. Миклош Янчо)
- «Безумный Пьеро»/Pierrot Le Fou, Франция-Италия (реж. Жан-Люк Годар)
- «Девочки на пляже»/The Girls on the Beach, США (реж. Уильям Уитни)
- «Десятая жертва»/La Decima Vittima, Италия-Франция (реж. Элио Петри)
- «Джульетта и духи»/Giulietta degli Spiriti, Италия-Франция (реж. Федерико Феллини)
- «Доктор Живаго»/Doctor Zhivago, США (реж. Дэвид Лин)
- «Жандарм в Нью-Йорке»/Le Gendarme à New York, Франция-Италия (реж. Жан Жиро)
- «Звуки музыки»/The Sound of Music, США (реж. Роберт Уайз)
- «Коллекционер»/The Collector, Великобритания-США (реж. Уильям Уайлер)
- «Красная борода»/赤ひげ, Япония (реж. Акира Куросава)
- «Любовные похождения блондинки»/Lasky Jedne Plavovlasky, Чехословакия (реж. Милош Форман)
- «Майор Данди»/Major Dundee, США (реж. Сэм Пекинпа)
- «Малыш Цинциннати»/The Cincinnati Kid, США (реж. Норман Джуисон)
- «Мочи, мочи их, киска!»/Faster, Pussycat! Kill! Kill!, США (реж. Русс Мейер)
- «На несколько долларов больше»/Per qualche dollaro in più, Италия-Испания-ФРГ-Монако (реж. Серджо Леоне)
- «На помощь!»/Help!, Великобритания (реж. Ричард Лестер)
- «Отвращение»/Repulsion, Великобритания (реж. Роман Полански)
- «Пепел»/Popioly, Польша (реж. Анджей Вайда)
- «Планета вампиров»/Terrore nello spazio, Италия-Испания (реж. Марио Бава)
- «Праздники любви»/Les Fetes Galantes, Франция-Румыния (реж. Рене Клер)
- «Разиня»/Le Corniaud, Франция-Италия (реж. Жерар Ури)
- «Симон-пустынник»/Simón del desierto, Мексика (реж. Луис Бунюэль)
- «Сноровка... и как её приобрести»/The Knack …and How to Get It, Великобритания (реж. Ричард Лестер)
- «Суперограбление в Милане»/Super rapina a Milano, Италия-США (реж. Адриано Челентано)
- «Туманные звёзды большой медведицы»/Vaghe Stelle Dell' Orsa, Италия-Франция (реж. Лукино Висконти)
- «Убийца в спальном вагоне»/Compartiment Tueurs, Франция (реж. Константин Коста-Гаврас)
- «Фальстаф»/Falstaff, Франция-Испания-Швейцария (реж. Орсон Уэллс)
- «Фантомас разбушевался»/Fantomas Se Dechaine, Франция-Италия (реж. Андрэ Юнебель)
- «Шаровая молния (фильм)»/Thunderball, Великобритания (реж. Теренс Янг)

### Советское кино

#### Художественно-игровое кино

##### Фильмы Азербайджанской ССР
- «Аршин мал алан», (реж. Тофик Тагизаде)
- «Шерстяная шаль», (реж. Рауф Казимовский)

##### Фильмы Армянской ССР
- «Чрезвычайное поручение», (реж. Степан Кеворков и Эразм Карамян)

##### Фильмы БССР
- Альпийская баллада
- Город Мастеров
- «Любимая», (реж. Ричард Викторов)
- «Сколько лет, сколько зим!»
- «Улыбка»

##### Фильмы Грузинской ССР
- «Иные нынче времена», (реж. Михаил Чиаурели)
- «Микела», (реж. Эльдар Шенгелая)
- «Пьер — сотрудник милиции», (реж. Давид Рондели)
- «Срок истекает на рассвете», (реж. Нинель Ненова и Гено Цулая
- «Я вижу солнце», (реж. Лана Гогоберидзе)

##### Фильмы Латвийской ССР
- «Двое», (реж. Михаил Богин)
- «Царская невеста», (реж. Владимир Гориккер)

##### Фильмы РСФСР
- «Алёшкина охота», (реж. Яков Базелян)
- «Ваш сын и брат», (реж. Василий Шукшин)
- «Время, вперёд!», (реж. Михаил Швейцер и София Милькина)
- «Гиперболоид инженера Гарина», (реж. Александр Гинцбург)
- «Звонят, откройте дверь», (реж. Александр Митта)
- «Операция «Ы» и другие приключения Шурика», (реж. Леонид Гайдай)
- «Пакет», (реж. Владимир Назаров)
- «Похождения зубного врача», (реж. Элем Климов)
- «Рабочий посёлок», (реж. Владимир Венгеров)
- «Сердце матери», (реж. Марк Донской)
- «Спящий лев», (реж. Александр Файнциммер)
- «Строится мост», (реж. Олег Ефремов и Гавриил Егиазаров)
- «Стряпуха», (реж. Эдмонд Кеосаян)
- «Тридцать три», (реж. Георгий Данелия)

##### Фильмы УССР
- «Акваланги на дне», (реж. Евгений Шерстобитов)
- «Верность», (реж. Пётр Тодоровский)
- «Гибель эскадры», (реж. Владимир Довгань)
- «Иностранка», (реж. Александр Серый и Константин Жук)
- «Проверено — мин нет», (реж. Юрий Лысенко, Здравко Велимирович)

##### Фильмы совместных производителей

###### Двух киностудий, а также двух союзных республик
- «Первый учитель», (реж. Андрей Кончаловский)

#### Документальное кино
- «Обыкновенный фашизм», (реж. Михаил Ромм)

## Лидеры проката
- «Операция «Ы» и другие приключения Шурика», (режиссёр Леонид Гайдай) — 1 место, 69 600 000 зрителей
- «Верьте мне, люди», (режиссёр Илья Гурин, Владимир Беренштейн, Леонид Луков) — 2 место, 40 300 000 зрителей
- «Председатель», (режиссёр Алексей Салтыков) — 12 место, 33 000 000 + 32 700 000 зрителей

## Персоналии

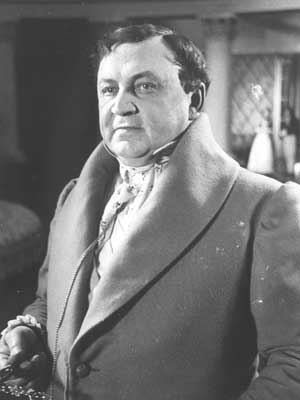
Владимир Гардин

### Родились
- 4 апреля — Роберт Дауни-младший, американский актёр.
- 19 мая — Александр Песков, российский актёр театра и кино.
- 3 сентября — Чарли Шин, американский актёр.

### Скончались
- 23 февраля — Стэн Лорел, американский актёр, известный комик.
- 1 апреля — Иван Димов, болгарский актёр театра и кино.
- 20 апреля — Михаил Астангов, советский актёр театра и кино, народный артист СССР.
- 29 мая — Владимир Гардин, советский режиссёр, сценарист и актёр театра и кино, народный артист СССР.
- 9 июня — Пётр Алейников, советский киноактёр.